# バンベルク
バンベルク（Bamberg [ˈbambɛʁk] ( 音声ファイル)）は、バイエルン州オーバーフランケン行政管区の郡独立市で、バンベルク郡の郡庁所在地。バンベルクは、大学都市であり、大司教の都市であり、ビールの都であり、行政都市である。この街は、人口約20万人の人口密集地域の中規模中心都市であり、オーバーフランケン地方の重要な中心地である。
見応えのある旧市街は、ドイツでも最もすばらしく無傷に保存された歴史的な市街地であり、1993年にユネスコの世界遺産に登録された。

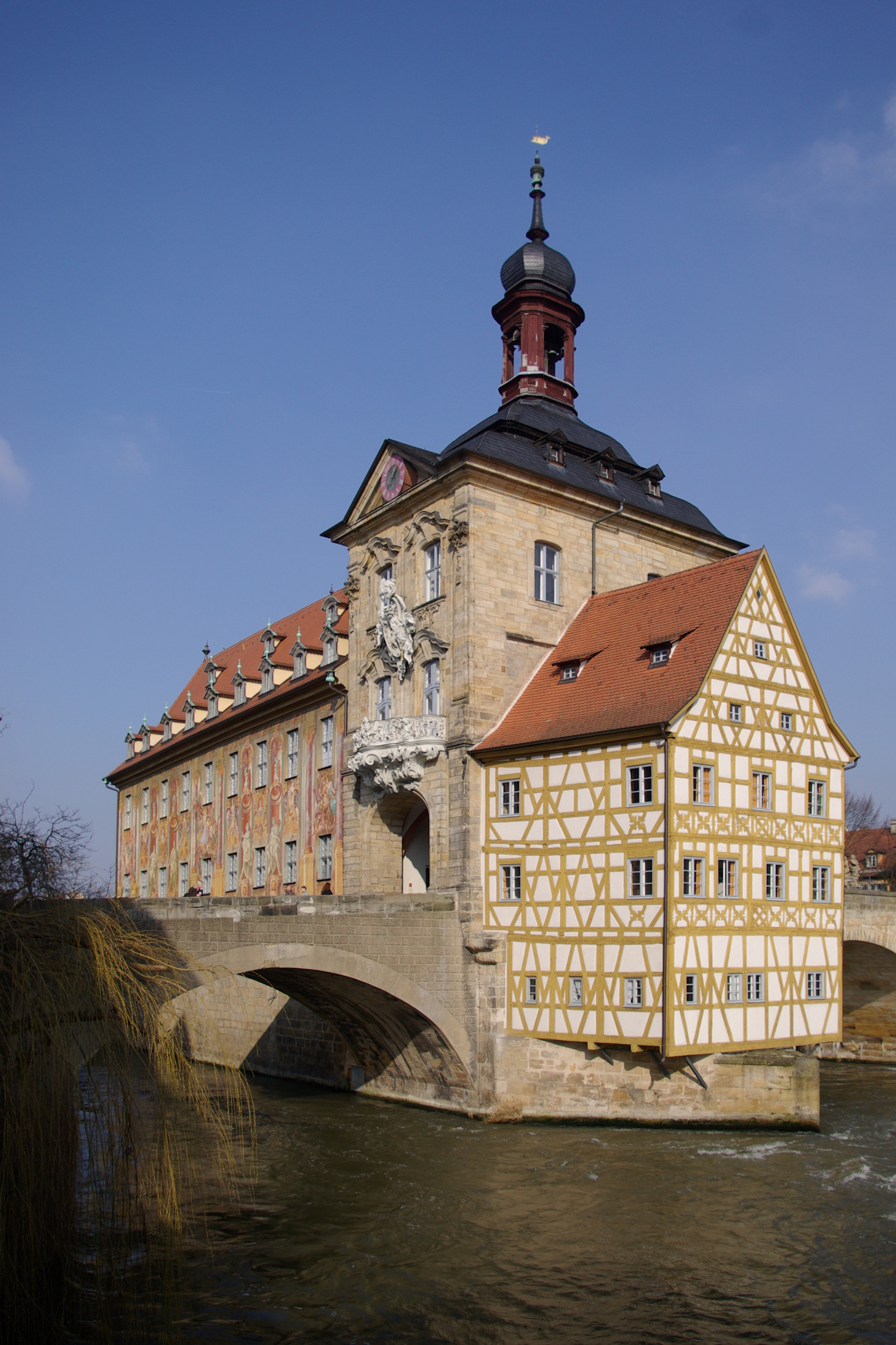
バンベルクを象徴する建造物旧市庁舎

## 地理

### 位置
この神さびたフランケンの皇帝都市にして司教都市は、二股に分流したレグニッツ川の肥沃な谷間の草地に広がる。レグニッツ川は市街中心部の北7kmでマイン川に合流する。

### 市域の広がり
市域の面積は、54.58平方キロメートル。南北9.6km、東西9.7kmである。

### 市区
バンベルクは、以下の市区から構成される。ベルクゲビート、インゼルシュタット、ゲルトナーシュタット（以上を併せて旧市街を形成する）、クラマースフェルト＝ヒルシュクノック＝ブルッカーツホーフ、ガルテンシュタット、シュターディオン（バンベルク東）、ゲロイト、ヴンダーブルク、ガウシュタット、バンベルク北、ブーク、ブークホーフ、アム・クリニクム＝バンベルガー・フィエルテル、ヴィルデンゾルク。

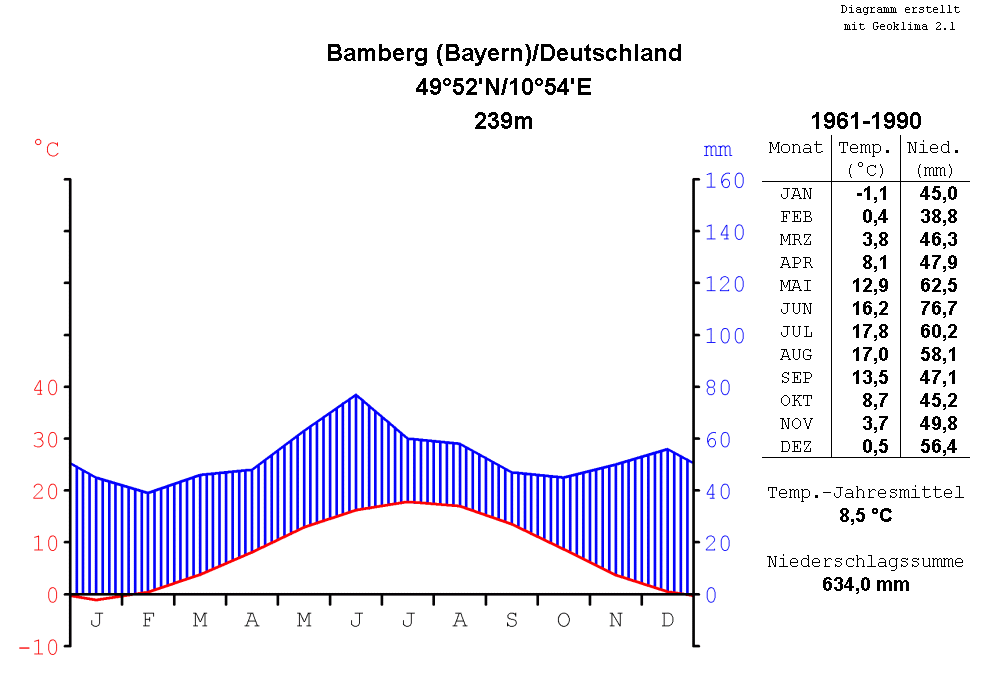
バンベルクの気温と降水量

### 気候
- 1月の平均気温：-1.2℃
- 7月の平均気温：18.2℃
- 年間平均気温：8.5℃
- 最高気温：36.5℃
- 最低気温：-27.5℃

## 歴史

### 小史
902年初出の地名Babenberhが、バーベンベルク家（Babenberger）の祖先ポッポ（Poppo）に由来するかどうかは明らかではない。
発掘調査により、ハルシュタット期にすでにドームベルク（Ｄomberg）に人が居住していたことが分かっている。740年頃、伝道教会（Missionskirche）が建設されている。カロリング朝末期には東フランク王国の貴族（ポッポ家 Popponen = Ältere Babenberger）の所有するところとなったが、この貴族の3人兄弟は戦死した。906年にはコンラート1世により王領にされている。

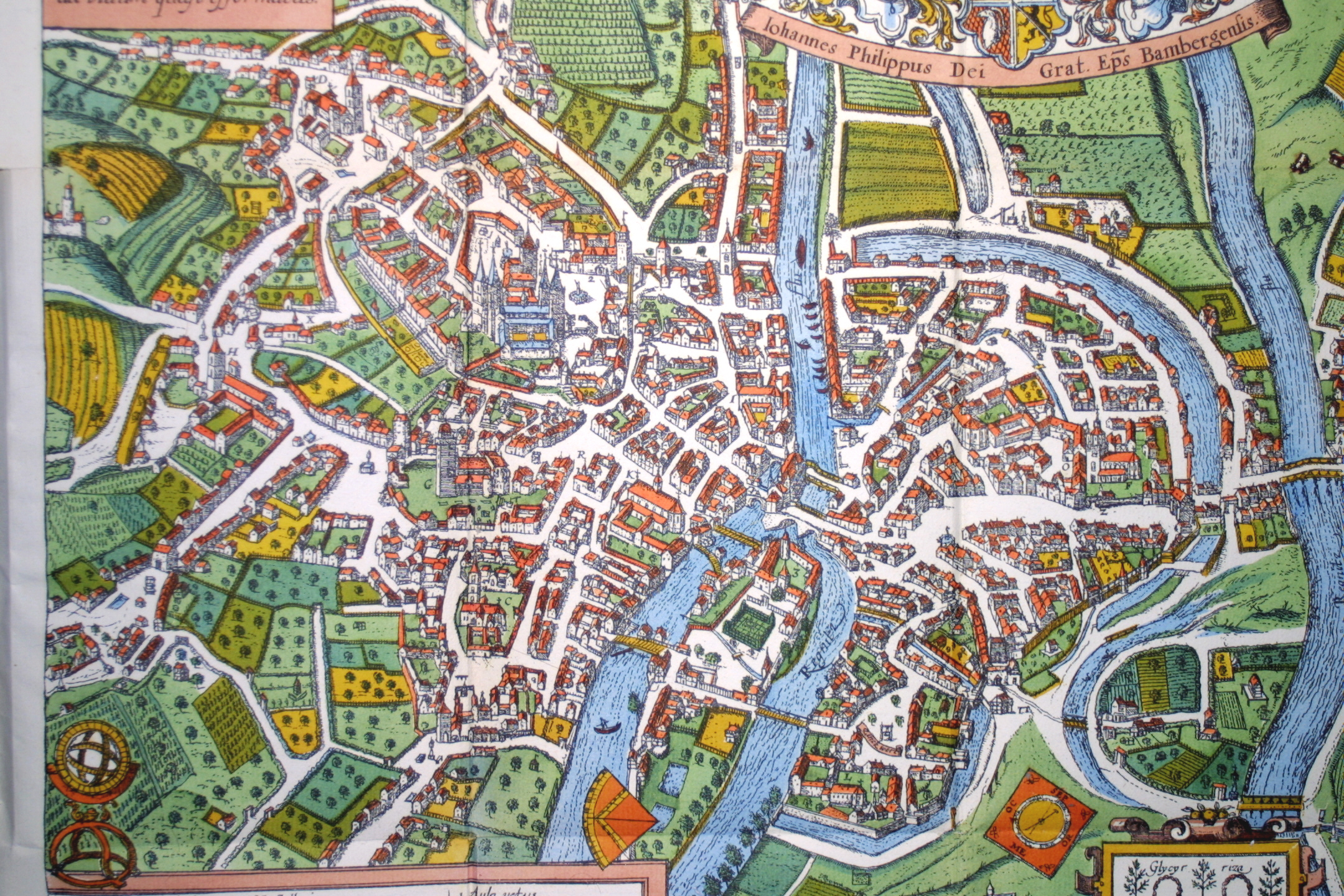
1572年から1618年の間に作成されたバンベルクの古絵地図

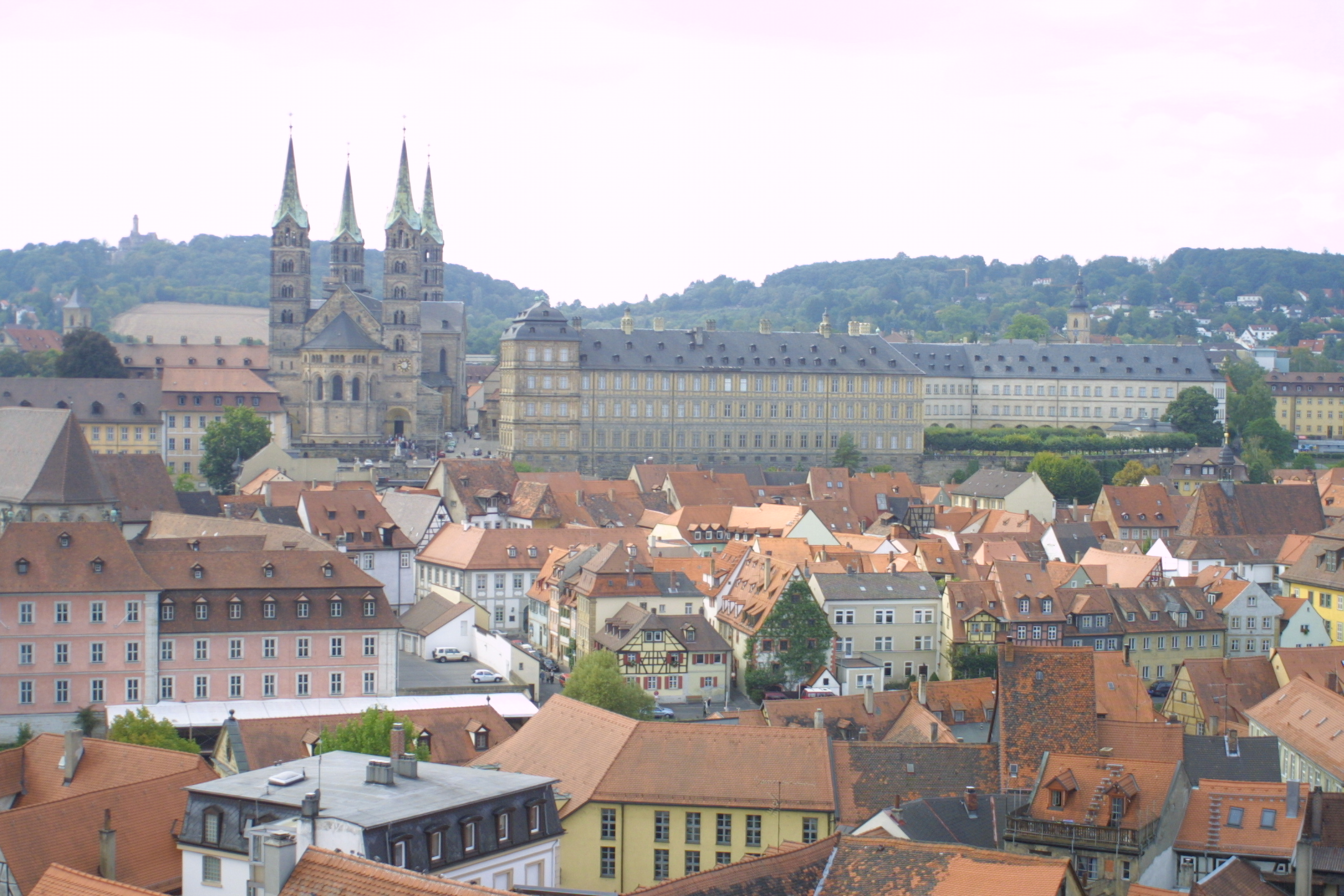
バンベルク、ドームベルクの偉容

973年、神聖ローマ皇帝オットー2世はバイエルン公ハインリヒ2世（喧嘩公、Heinrich der Zänker）に贈与した。995年に喧嘩公の息子で後の皇帝ハインリヒ2世が相続して整備し、皇帝は997年結婚の際に妃のクニグンデにこの街を譲り、後に（1007年）司教座教会となる教会の建設を1002年に始めている。1007年の司教座創設は、帝国東南部の防衛と国境地域のスラブ人の伝道のために行われたものである。発展を続ける都市の核をなしたのは、王宮と司教座教会を擁するドームベルク（Domberg）およびレグニッツの川中島にある市場であった。この時代、市は「特別扱いを受ける地位を占めるようになり、初期シュタウファ朝時代まで変らずに帝国の中心地の一つ」（エネン）でありつづけ、宮廷会議や帝国会議がこの街で頻繁に開かれた。王が滞在したのは、司教の宮殿（Die Residenz des Bischofs）である。
バンベルクは歴史上重要な事件の舞台となっている。例えばハインリヒ5世の死後王位を争ったが、ロタール3世に敗れて反抗の矛を収めたシュヴァーベン大公フリードリヒ2世は、「バンベルクの帝国会議で皇帝の前に跪き、降伏と服従を誓った」。ハインリヒ6世の死後、 ヴェルフ家のオットー（後のオットー4世）と王位を争ったホーエンシュタウフェン家のフィリップ（ハインリヒ6世の弟）が、1208年にこの地での娘の婚姻に立ち会った後、暗殺の悲劇に見舞われたのは司教の宮殿である。
ドームベルク（Domberg）とレグニッツ左支流の間の市場集落（Marktsiedlung）から市民街区（Bürgerstadt）が生まれた。このザント（Sand）地区の商人たちは、11世紀以降、地域を超える活動を行った。彼らは司教の保護下にあり、司教が市場主（Marktherr）であった。取引先は次第に、西はライン地域まで、東は ニュルンベルクとレーゲンスブルクを経由してボヘミアやハンガリーにまで及んでいった。1245年以降、歳の市が開催されている。しかし、商人たちのギルド結成等の記録はない。手工業者については、14世紀以降、記録が存在する。ツンフトを結成した職種もある。中心的な職業は、食肉業者、織物工、パン屋、靴屋、鍛冶屋、仕立屋、漁師であった。11世紀・12世紀、 ミニステリアーレが最重要市民層で、Schultheiß（シュルトハイス、代官）、Kämmerer（会計吏）、Zöllner（収税吏）、Münzer（貨幣鋳造者）、Küchenmeister（料理人頭）がそこの出身者であった。ミニステリアーレ、有力商人、有力手工業者の3者が、シュルトハイスの主導する都市裁判所の参審人（Schöffe）を出した。13世紀末以降、自治体（Stadtgemeinde）の記録があり、市民の代表と市参事会員が選ばれるようになるが、市が司教の支配から自由になることはなかった。
上記のようにバンベルクに司教座がおかれたのは1007年であるが、この構想は一時ヴュルツブルク司教の抵抗にあい、司教座設置後も両司教座のライヴァル関係は続いた。教皇による直接保護（Papstschutz）、教皇による司教へのパリウム（Pallium）授与、教皇による司教叙階のおかげでバンベルク司教区は13世紀にMainzer Metropolitanverband（マインツ首位大司教座団体）からの完全な免属（Exemtion）を果たしている。司教には王・皇帝の一族や側近が就任し、大聖堂に1人の皇帝と王（ハインリヒ2世とコンラート3世）、1人の教皇（クレメンス2世）が埋葬され、皇帝・皇后（ハインリヒ2世とクニグンデ）と司教オットー1世が列聖され、バンベルク司教座教会は帝国教会（Reichskirche）において特別な地位（Sonderstellung）を占めていた。司教座教会付属学校（Domschule）は優れた教育施設として、後にケルン大司教となるアンノ（Anno II. von Köln）等重要人物を輩出している。同教会付属図書館（Dombibliothek）も、ハインリヒ2世による貴重な写本の寄贈により11世紀から13世紀まで重要なドイツの宗教センターとされた。バンベルクはまた、15世紀、活版印刷の揺籃期に貴重な書籍の出版が行われた。15世紀・16世紀のドイツのハンザ諸都市を放浪し、雇われた先でいたずらをして回る民衆本の主人公ティル・オイレンシュピーゲルは、その「愉快ないたずら」の第33話ではバンベルクに泊り、無銭飲食をしでかすが、当時この町は「ニュルンベルクに住み、バンベルクで食事をする」という諺どおり「特に食事が評判よかった」。
16世紀の司教領主権力に対する農民達の蜂起は、不成功に終わった。司教領主ロタール・フランツ・フォン・シェーンボルンとフリードリヒ・カール・フォン・シェーンボルンの下、この都市はバロック文化の華を体験した。この都市は三十年戦争でスウェーデン軍に、七年戦争でプロイセン軍に、19世紀にはフランス軍に手ひどく痛めつけられた。
バンベルク市と司教本部は、リュネヴィルの和約によって、バイエルン選帝侯がフランスの領土を失う代償として与えられることとなる土地に含まれた。この条件が帝国代表者会議で最終的に確定する前、1802年9月2日からバイエルン選帝侯は司教本部領に軍隊を送り、11月29日にはこの領域を最終的にバイエルン領としたことを表明した。司教領主のクリストフ・フランツ・フォン・ブゼックは辞任し、これによりバンベルクの独立性は失われた。
1854年5月25日から26日にドイツ各地の中級官僚8人（バイエルン、ザクセン、ハノーファー、ヴュルテンベルク、バーデン、クアヘッセン、ヘッセン＝ダルムシュタット及びナッサウ）がバンベルクに集まり『バンベルク会議（de）』が開催された。ここでは、それぞれが、オーストリア、プロイセンの二大勢力下での立場を超えて、東方問題にあたることを了解しあった。
第一次世界大戦後、1919年4月に、その直前に成立していたバイエルン自由州のホフマン内閣がミュンヘン労働者兵士農民評議会（レーテ）との軋轢により倒れ、ホフマン内閣がバンベルクに逃れてきた。彼らはここからベルリンの中央政権にレーテ政権（バイエルン・レーテ共和国）打倒のための軍事的支援を要請した。このためレーテ共和国は中央政府軍と義勇兵からなる軍に敗北し、5月3日に崩壊した。この間ホフマンの政府はバンベルクで憲法を制定し、8月12日に署名した（バンベルク憲法）。1926年には国家社会主義ドイツ労働者党（ナチ党）の幹部会議が行われ、ヒトラーの党内独裁権が確立した（バンベルク会議 (1926年)）。
第二次世界大戦末期の1945年にはアメリカ軍に占領され、駐屯地となっていた。戦後、バンベルクはアメリカの管理地区に属した。軍管理部は、ドイツ人追放のために故郷を逐われた「Displaced Persons（難民）」と呼ばれるドイツ人のための難民キャンプを設けた。

### 大学町としての歴史

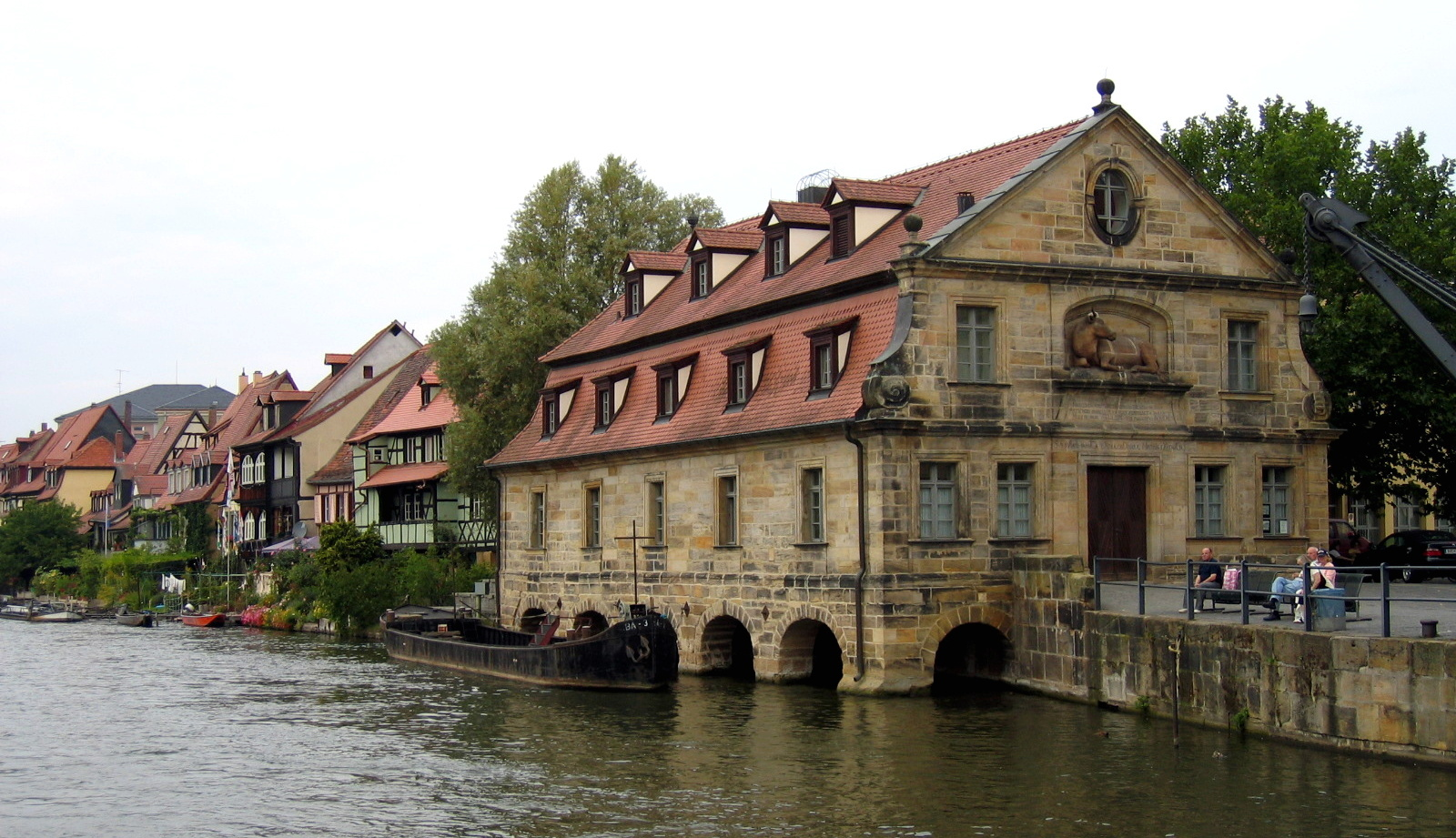
現在はオットー＝フリードリヒ大学の一部となっている旧屠畜場

1647年に創立した大学（Universität）は、1803年に廃止されたが、「哲学・神学単科大学（Hochschule）」として新たに生まれ変わった。1946年から1947年にかけての冬学期に、総合大学に必要な学部を拡張し、学生を受け容れ始めた。そして大学自身は、バイエルン州第4の州立総合大学となることを目指した。エネルギッシュな主導者は、当時の学長ベネディクト・クラフトであった。彼は、その時ケーニヒスベルクやブレスラウで教鞭を執っていた著名な教授やライプツィヒ帝国最高裁判所所長を招聘した。戦争から帰還した元兵士の多くが勉強を再開したため、学期を追うごとに大学は拡大を続けていった。
拡充計画は、レーゲンスブルク大学がバイエルン州第4の州立大学となり、挫折したものの、1972年にバンベルク単科大学は総合大学として再出発し、1979年にはUniversitätに昇格した。創設者にちなんで、オットー＝フリードリヒ大学と名付けられたこの大学は、人文科学部、社会科学部の他に「経済情報学と学際領域情報学」の学部を有している。

### バンベルクの魔女狩り

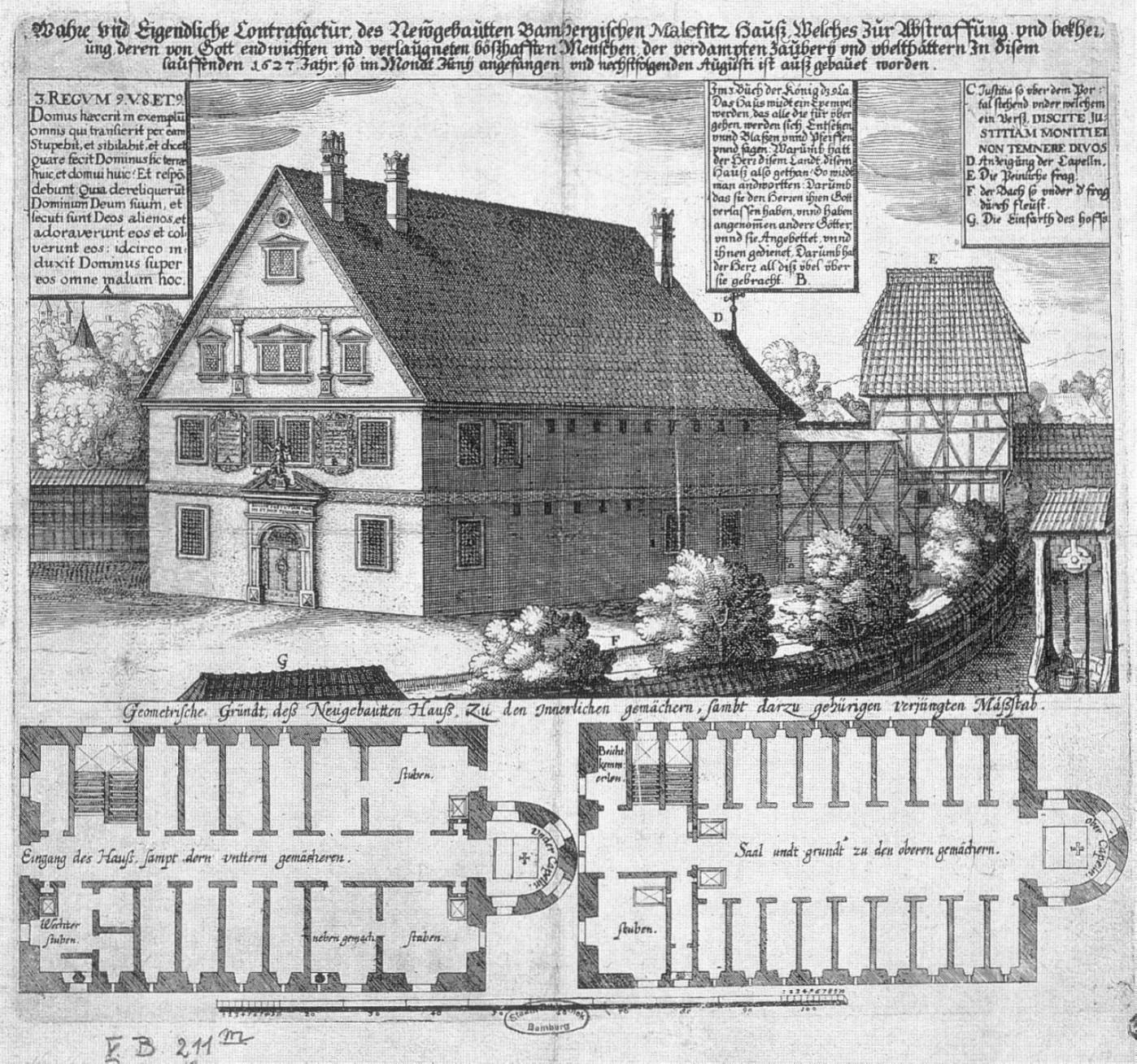
1627年に建設された魔術師監獄

バンベルクは魔女狩りの中心地の一つであった。魔女狩りの時代、バンベルク大司教ヨハン・ゴットフリート1世・フォン・アシュハウゼン（1609年 - 1622年）及び次代のヨハン・ゲオルク2世・フークス・フォン・ドルンハイム（1623年 - 1633年）の指導下、大規模な魔女狩りが行われた。
同様の大規模な魔女狩りは、ヴュルツブルク大司教領やマインツ選帝侯領など、ドイツ南部で行われた。
1612/1613年から1617/1618年の間に、バンベルク司教領で300人が薪の上で炎に焼かれた。特に1617年には、この司教領で102人の人々が処刑された。最も有名な犠牲者は、市長のヨハネス・ユニウスで、1628年8月に魔術師監獄での拷問を受け死亡した。

### 市町村合併
- 1970年1月1日、ハルシュタットの一部であったクラマースフェルト地区とブルッカースホーフ地区
- 1972年7月1日、独立した自治体であったブーク、ブークホーフ、ガウシュタット、ヴィルデンゾルク、およびグンデルスハイムの一部であったヒルシュクノック地区。

### 人口推移
14世紀の人口は約 5,000-6,000人を数えた。中世から近世初期には、バンベルクの人口はゆっくりと増加し、戦争、伝染病、飢饉などにたびたび襲われた。1349年から1350年のペストの大流行と、これに続いて起こったユダヤ人迫害（疫病の原因はユダヤ人だという噂による）により多くの人が亡くなった。三十年戦争により人口は減少し、1648年には約7,000人にまで落ち込んだ。戦争前には12,000人の人口があった。19世紀の工業化の開始とともに、人口増加は加速した。1811年の初めには、この市に17,000人が暮らしていたが、1900年にはそれが42,000人にまで増えている。
1939年までに人口は59,000人にまで増加した。第二次世界大戦直後には、東部地区からの多くの難民や国外追放者らがこの市に流れ込み、数ヶ月のうちに人口は16,000人増加して、1945年12月の人口は75,000人となった。1953年1月の人口は、最大値の77,000人となった。1972年6月まで人口は次第に減少し、69,000人となった。1972年7月1日の市町村合併により、バンベルク市の人口は7,207人増え、76,000人となった。2006年6月30日の、バイエルン州統計情報局のデータによるバンベルク市の公式人口は、70,063人（推計値）である。
以下の表は、その都度の市域における人口の推移である。1811年までの数値は概算の推定値である。それ以降は、国勢調査(¹)または州の統計局の報告書に基づく公的な数値である。
| 年              | 人口   |
| --------------- | ------ |
| 1599年          | 11,500 |
| 1618年          | 12,000 |
| 1648年          | 7,000  |
| 1795年          | 16,000 |
| 1811年          | 17,095 |
| 1830年6月1日 ¹  | 18,600 |
| 1840年12月1日 ¹ | 20,900 |
| 1852年12月3日 ¹ | 20,594 |
| 1855年12月3日 ¹ | 22,391 |
| 1858年12月3日 ¹ | 23,456 |
| 1861年12月3日 ¹ | 23,500 |
| 1864年12月3日 ¹ | 25,200 |
| 1867年12月3日 ¹ | 26,100 |
| 1871年12月1日 ¹ | 25,700 |
| 1875年12月1日 ¹ | 26,951 |

| 年               | 人口   |
| ---------------- | ------ |
| 1880年12月1日 ¹  | 29,587 |
| 1885年12月1日 ¹  | 31,500 |
| 1890年12月1日 ¹  | 35,815 |
| 1895年12月2日 ¹  | 38,940 |
| 1900年12月1日 ¹  | 41,823 |
| 1905年12月1日 ¹  | 45,483 |
| 1910年12月1日 ¹  | 48,063 |
| 1916年12月1日 ¹  | 40,344 |
| 1917年12月5日 ¹  | 41,395 |
| 1919年10月8日 ¹  | 49,179 |
| 1925年6月16日 ¹  | 50,152 |
| 1933年6月16日 ¹  | 54,161 |
| 1939年5月17日 ¹  | 59,466 |
| 1945年12月31日   | 75,193 |
| 1946年10月29日 ¹ | 74,733 |

| 年              | 人口   |
| --------------- | ------ |
| 1950年9月13日 ¹ | 76,180 |
| 1956年9月25日 ¹ | 75,116 |
| 1961年6月6日 ¹  | 74,115 |
| 1965年12月31日  | 72,869 |
| 1970年5月27日 ¹ | 70,581 |
| 1975年12月31日  | 74,236 |
| 1980年12月31日  | 71,928 |
| 1985年12月31日  | 69,920 |
| 1987年5月25日 ¹ | 69,100 |
| 1990年12月31日  | 70,521 |
| 1995年12月31日  | 69,652 |
| 2000年12月31日  | 69,036 |
| 2005年6月30日   | 69,934 |
| 2006年6月30日   | 70,063 |

¹ 国勢調査

## 行政

### 市議会
2014年3月16日の選挙結果に基づく市議会の構成は以下の通りである。
- CSU: 12議席
- SPD: 10議席
- Grüne/Alternative Liste (GAL): 8議席
- Bamberger Bürger-Block (BBB): 4議席
- Freie Wähler (FW): 4議席
- Bamberger Realisten (BR): 1議席
- FDP: 1議席
- Bamberger Linke Liste: 1議席
- BAMBERGS UNABH.BÜRGER e.V.: 3議席

### 市長
1945年以降の上級市長は以下の通り、
- 1945 - 1958: ルイトポルト・ヴェーグマン (Luitpold Weegmann、CSU)
- 1958 - 1982: テオドール・マティオイ (Theodor Mathieu、CSU)
- 1982 - 1994: パウル・レーナー (Paul Röhner、CSU)
- 1994 - 2006: ヘルベルト・ラウアー (Herbert Lauer、無所属)
- 2006年5月1日以降: アンドレアス・シュタルケ (Andreas Starke、SPD)

### 姉妹都市
- ベッドフォード （イギリス）
- エステルゴム （ハンガリー）
- フェルトキルヒェン・イン・ケルンテン （オーストリア）
- プラハ （チェコ）
- ロデーズ （フランス）
- フィラッハ （オーストリア）
- 長岡市（日本）

### 協力関係
1958年にバンベルク市は、チェコのオパヴァ周辺地域から国外追放になったズデーテン地方のドイツ人に対する協力を約束している。

## 文化と見所
詳細はバンベルク市街参照

### 建造物
1000年にわたる建築文化財が比類のない街の風景を創り出している。バンベルクはローマと同じく7つの丘に築かれた街で、このため、時に「フランケンのローマ」と呼ばれる。バンベルクは、第二次世界大戦でも、大部分が被害を免れ、今日に至るまで変わらない昔の風景を見せてくれている。街は、宗教施設が占めるベルクシュタット（大聖堂周辺の「山の街」）と市民の街であるインゼルシュタット（レグニッツ川の二つの分流の間にある「島の街」）、そしてゲルトナーシュタット（「庭園都市」）の三つの部分からなる。
大聖堂の塔がそびえるこの街では、中世の建築物と市民的バロック芸術が、保護文化財となる芸術的アンサンブルを描き出している。
1993年に、旧市街は、ユネスコの「人類の文化・自然遺産」に登録された。その選定理由に、バンベルクが、中央ヨーロッパの諸都市で発展することとなる中世初期のグランドデザインを比類ないあり方で示していることが挙げられた。ユネスコ世界遺産の登録対象地域は、歴史的な市の中心街である、ベルクシュタット、インゼルシュタット、ゲルトナーシュタットが含まれ、その総面積は約140haとなる。
2004年の100ユーロ記念金貨ユネスコ世界遺産シリーズに、バンベルクの歴史的都市風景が採り上げられた。

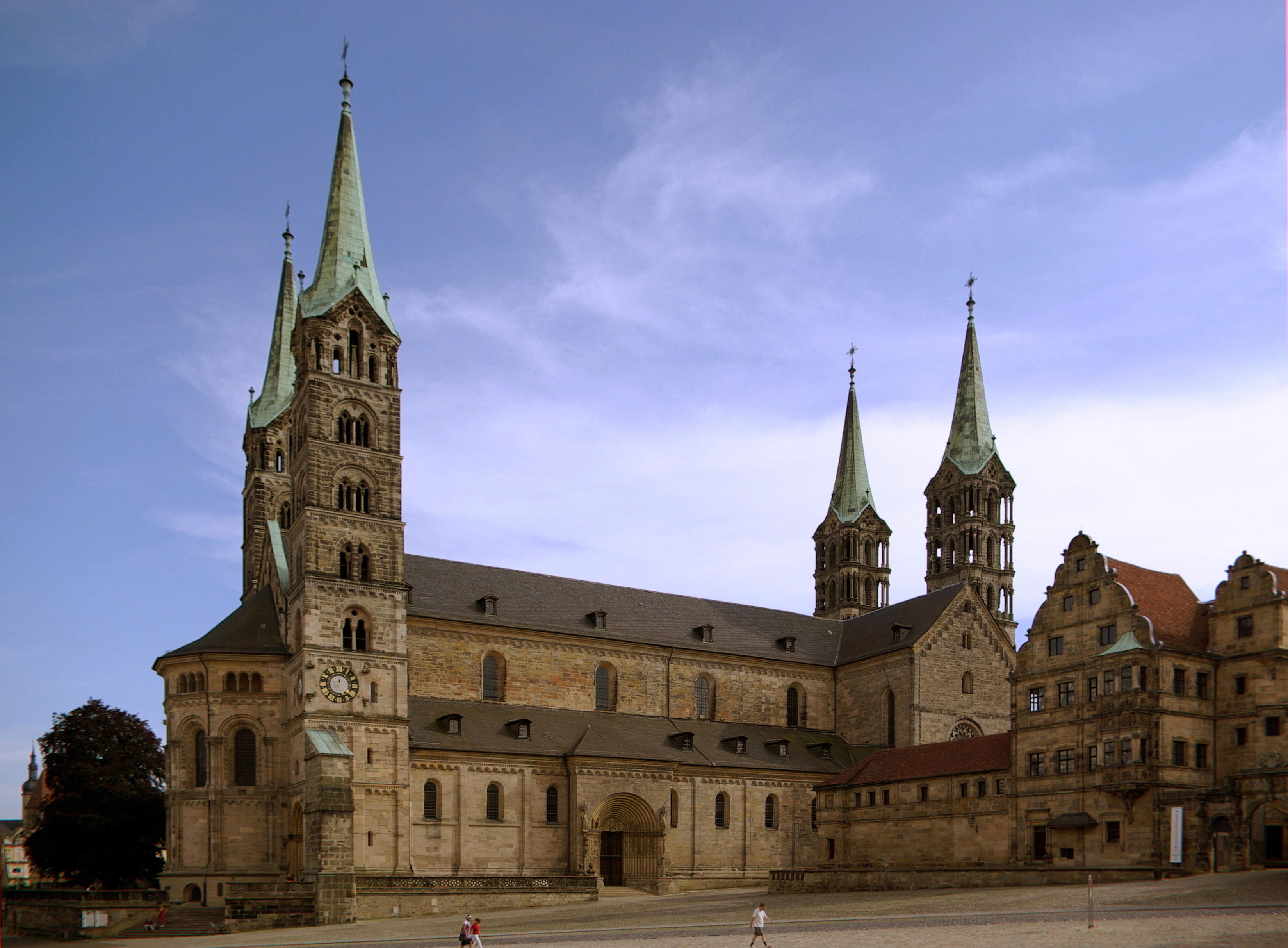
バンベルク大聖堂

#### 主要な建造物リスト
- バンベルク大聖堂「ドイツ中世の極めて優れた建築」（Baedeker）とされるこの大聖堂（1211年建設開始、1237年献堂式）では、有名な騎馬像「バンベルクの騎士」（Bamberger Reiter）を始め、迫真的な預言者像・使徒像等、1230年頃に制作された「ドイツ中世彫刻の傑作」や1500年頃にティルマン・リーメンシュナイダーの制作したハインリヒ2世とその妃クニグンデの墓石等を見ることができる[12]。
- 旧宮殿（1571 - 1576）旧王宮、司教座
- 新宮殿 （または、ノイエ・レジデンツ、1695 - 1704）レオンハルト・ディーンツェンホーフの代表作。バラ園がある。この建物にバンベルク州立図書館がある。
- 旧市庁舎。橋状の市庁舎。バンベルク市の象徴的建造物である。
- ゲーヤースヴェルト城。かつての司教レジデンツ。
- ベッティンガーハウス。バロック様式の富裕市民の邸宅。
- コンコルディア城。現在は国際芸術家の家として用いられている。
- オーベレ・プファレ（上の教区教会）ゴシック様式の教区教会。ヤコポ・ティントレットのマリアの被昇天図を擁している。
- 聖ガンゴルフ教会。バンベルクに遺る最も古い教会。
- 聖マルティン教会 (1686 - 1691) ディーンツェンホーファー兄弟の作品。
- ビール醸造博物館のある旧聖ミヒャエル修道院（またはミヒェルスベルク修道院）。
- レグニッツ川に面した漁業地区小ヴェネツィア
- アルテンブルク城 （最初は1109に建造され、その後拡張された）古くはバンベルク大司教のレジデンツであった。
- ユダヤ人墓地のタハラ・ハウス（1890年建造）
- 新シナゴーグ（2005年6月1日献堂）ユダヤ人の宗教共同体のコミュニティーセンター。
- ガーベルマン。バロック様式の泉。

この他にも1000以上の記念建造物がある。
- バンベルク大聖堂ファサード
- 旧宮殿
- 新宮殿とバラ園
- 旧市庁舎。橋の上に建っていることがよく分かる
- コンコルディア城（ヴィラ・コンコルディア国際芸術の家）
- オーベレ・プファレ
- 聖ガンゴルフ教会
- 聖マルティン教会と青物市場
- 聖ミヒャエル修道院
- 小ヴェネツィア
- アルテンブルク城
- ガーベルマン
- バンベルクの騎士

### 博物館
- 歴史博物館（旧宮殿内にある市の歴史の博物館）
- 市立ギャラリー　ヴィラ・デッサウ（芸術ギャラリー）
- ルートヴィヒ・コレクション（陶磁器博物館）
- 国立ギャラリーのある新宮殿
- バンベルク・クリッペ博物館（「クリッペ」とは、クリスマスの装飾に用いられるキリスト生誕の場面のジオラマ）
- ミヒャエルベルク修道院のビール醸造博物館
- バンベルク司教区博物館
- E.T.A.ホフマン・ハウス（E.T.A.ホフマンの生家）
- 消防博物館
- 庭師と農民の博物館
- 伝道博物館
- 自然科学博物館
- バイエルン警察史コレクション
- 事務とコミュニケーションの博物館（クッツ・コレクション）

### 文学
バンベルクには幾人かの重要な文学者が暮らした。フーゴ・フォン・トリムベルク（Hugo von Trimberg）は、1260年頃から当時のバンベルク郊外、トイアーシュタット（Teuerstadt）にあった聖ガンゴルフ修道院付属学校（Stiftsschule St. Gangolf）の教師を務め、1313年頃バンベルクで没している。七つの大罪をテーマとする、24000行を超える道徳的教訓詩 "Der Renner"（仮訳『ランナー』）が主著である。彼は、『パルチヴァール』や『トリスタンとイゾルデ』などの物語は「嘘で一杯である」、「十字軍参加は魂の救済に役立たない」などと世相を鋭く批判している。説話も挿入し、教会批判・社会批判を含むこの書は79個の写本と1549年の印刷本に残された。この作品は中高ドイツ語で書かれたが、中世ラテン語で書いた書物も伝わっている。
初期の人文主義者アルブレヒト・フォン・アイプ（Albrecht von Eyb; 1420-1475）は、プラウトゥスの劇作品等をドイツ語に見事に翻訳し、「男は結婚すべきか」を問うたEhebüchlein（『結婚論』）が注目されたが、1452年以後約10年間バンベルク司教座教会参事会会員を務めた。

バンベルクは、ドイツ・ロマン主義の発展にも重要な役割を演じた。ヴィルヘルム・ハインリヒ・ヴァッケンローダーはこの潮流の最初期の作家の一人であり、ルートヴィヒ・ティークとの共著　"Herzensergießungen eines kunstliebenden Klosterbruders"（『芸術を愛する修道士の告白』）をはじめとするバンベルク滞在中の諸作品により、その発展に寄与した。
ゲオルク・ヴィルヘルム・フリードリヒ・ヘーゲルは、1807年にバンベルクで "Phänomenologie des Geistes"（『精神現象学』）の出版者を見つけ出した。彼は、Bamberger Zeitung（バンベルク新聞 ）の編集長となるが、その後すぐにバイエルンの出版法に抵触し、ニュルンベルクへ去っていった。彼のジャーナリストとしての社会参加は、彼の年表の中にエピソードとして活きている。
1810年にはフリードリヒ・ゴットロープ・ヴェッツェル（Friedrich Gottlob Wetzel; 1779-1819）が、Fränkischer Merkur（フレンキシェ・メルクール）と改名した上述の新聞の編集長の職を引き受け、多くの戯曲や詩集、その他の作品を生み出し、この地で没した。
この街の文学者で最も重要な人物の一人に、E.T.A.ホフマンが挙げられる。彼は、1808年にバンベルクで音楽監督として活動を開始した。その後すぐに、彼は劇場の作曲家として契約をしている。1809年に、最初の文学作品となる "Ritter Gluck"（『騎士グルック』）を執筆した。これに加えて、彼は舞台作品の演出や、舞台装置の制作にも関わるようになった。彼の文学創作の源泉は、出会った当時15歳の声楽を学ぶ学生だったユリア・マルクへの愛情であった。後年の作品に登場する女性のモデルは彼女なのである。しかし、バンベルクでの彼の収入はすべての活動を合わせてもわずかばかりで、金銭面では困窮生活を続けなければならず、1813年にこの街を離れた。彼の生家は現在、E.T.A.ホフマン協会が管理しており、博物館として用いられている。
ハンス・ヴォルシュレーガーは、バンベルクで、アイルランドの詩人ジェイムス・ジョイスの小説『ユリシーズ』をドイツ語に翻訳した。

### 劇場
- 影絵劇場 (Theater der Schatten)
- E.T.A.ホフマン劇場 (E.T.A.-Hoffmann-Theater)
- ブレンターノ劇場 (Brentano-Theater)
- バンベルク・マリオネット劇場 (Bamberger Marionettentheater)
- ミヒャエルスベルク劇場 (Theater am Michaelsberg) 旧ガリ劇場
- バンベルク・ヘルンレーベン人形劇場 (Puppenbühne Herrnleben Bamberg)

### 音楽
- バンベルク交響楽団

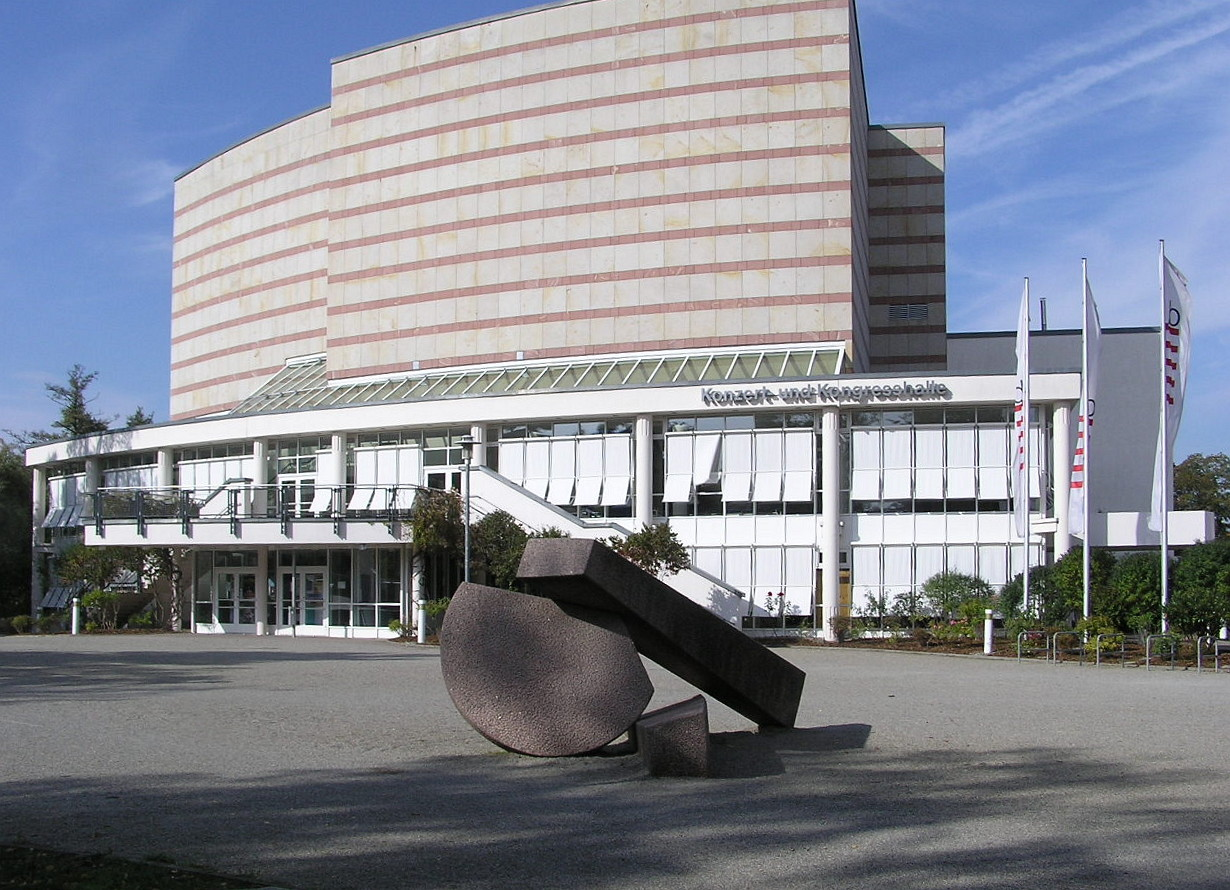
バンベルク交響楽団の本拠地、コンサート・コングレス・ホール

チェコ在住ドイツ人によって結成されていたプラハ・ドイツ・フィルハーモニーを母体として戦後設立。初代常任指揮者ヨーゼフ・カイルベルト以降、多くの名指揮者を迎えて今日に至る。4管編成百名以上の陣容を誇り、積極的な録音や演奏旅行で世界的な知名度も高い。音楽王国ドイツでも、人口10万未満の都市がこの規模の団体を擁する例は珍しい。
- バンベルク・ジャズクラブ
- コンサート・コングレスホール
- ヴィラ・コンコルディア国際芸術の家

### レクリエーション
- ブルダーヴァルト
- ハウプツモーアヴァルト
- ミヒャエルスベルガー・ヴァルト
- ハイン市立公園
- シュタディオン市民公園

### スポーツ
バスケットボールチーム、GHPバンベルクは、ドイツのバスケットボール・ブンデスリーガでは、2005年優勝、1993年、2003年、2004年に2位、また1992年のカップ戦優勝チームである。GHPグループがスポンサーから撤退したため、2006年からはブローゼ・バスケッツの名称で活動している。このチームの熱狂的なファンや、比較的狭い街にもかかわらずファンが多いことから、バンベルクは、ドイツのバスケットバールファンに、『フリーク・シティ』として知られている。
SKCヴィクトリアは、男子チームが、ケーゲル（ボウリングに似たゲーム）のドイツリーグで9回優勝、5回のDKBCカップ優勝、4回のワールドカップ優勝、3回のヨーロッパカップ優勝、2回のチャンピオン・リーグ・優勝を飾っている。女子チームも4回のドイツリーグ優勝、2回のカップ戦優勝、ヨーロッパカップ優勝が1回、2回のワールドカップ優勝、2回のチャンピオン・リーグ・優勝を誇る。
チェスのSC1868バンベルクはドイツリーグ優勝3回（1966年、1976年、1977年）と1度のドイツカップ優勝（1983年 - 84年）チームである。
潜水クラブは、水中ラグビーの2004年ドイツリーグ準優勝チームで3度のドイツリーグ優勝を経験している。

### 年中行事

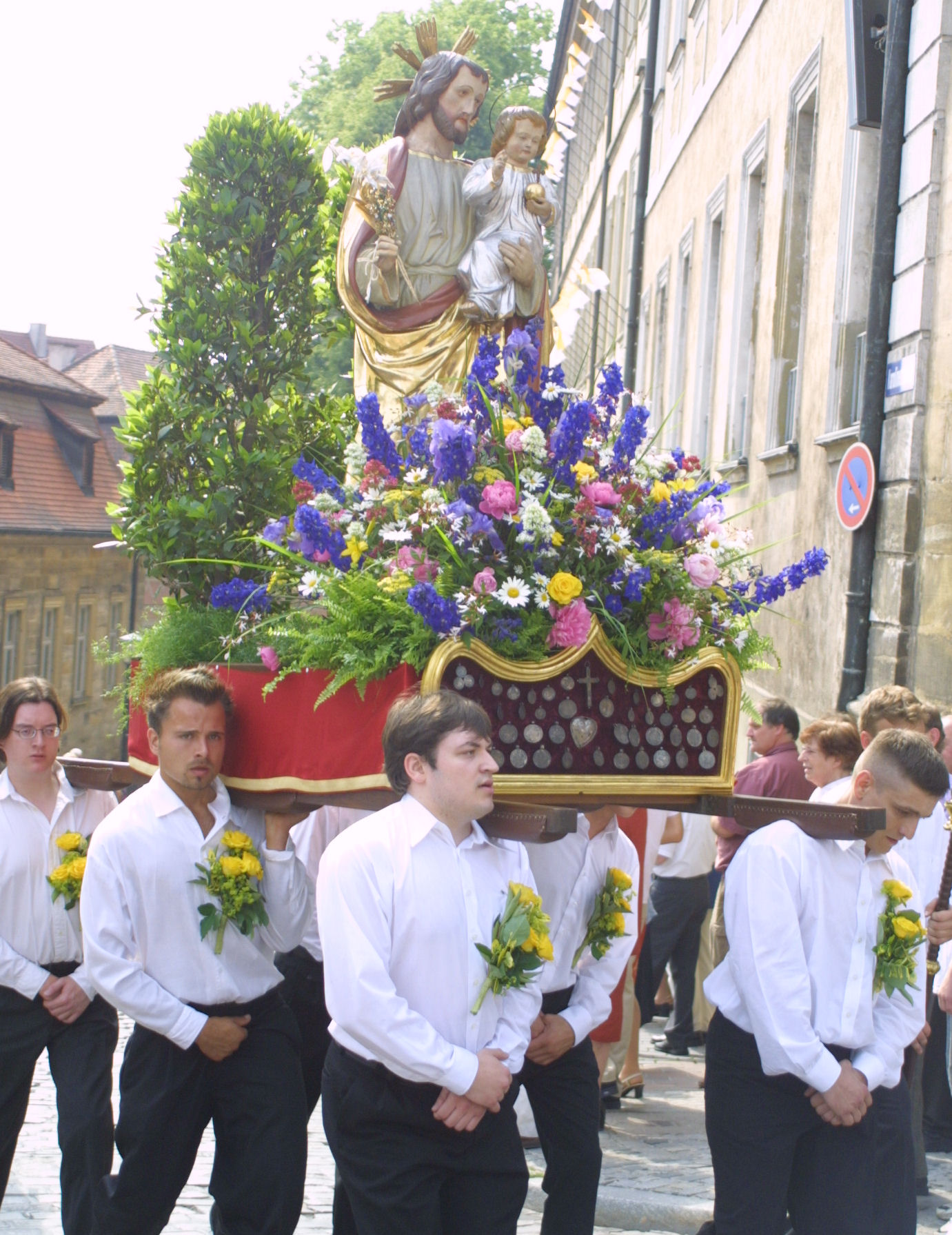
聖体の祝日の行進

- 3月: ハース・ザールでのバンベルク・クレズマーの日
- 奇数年の5月: 2003年から2年ごとに行われる Weltkulturerbelauf
- 6月: ヘーゲル週間
- 6月: 古楽の日
- 6月-7月: バンベルクの夏の夜（カイザードームやコンサート・コングレスハレでの交響楽団のコンサート）
- 6月末/7月: カルデロン演劇祭（E.T.A.ホフマン劇場での野外演劇）旧宮殿
- 7月の第1金曜日: オットー＝フリードリヒ大学の旧市街祭
- 7月の第3終末: 「バンベルクの魔法」旧市街で行われる演芸祭、土曜日のマラソン
- 奇数年の7月: バンベルク飛行場でのベテラン・パイロットクラブ
- 7月/8月: バンベルク骨董週間
- 7月-9月: バラ園のセレナーデ
- 8月最終週末: ザントキルヒヴァイフ（フランケン訛りでザントケルヴァ）重要な旧市街祭
- アドヴェント初日 - 1月6日: バンベルク・クリッペ週間

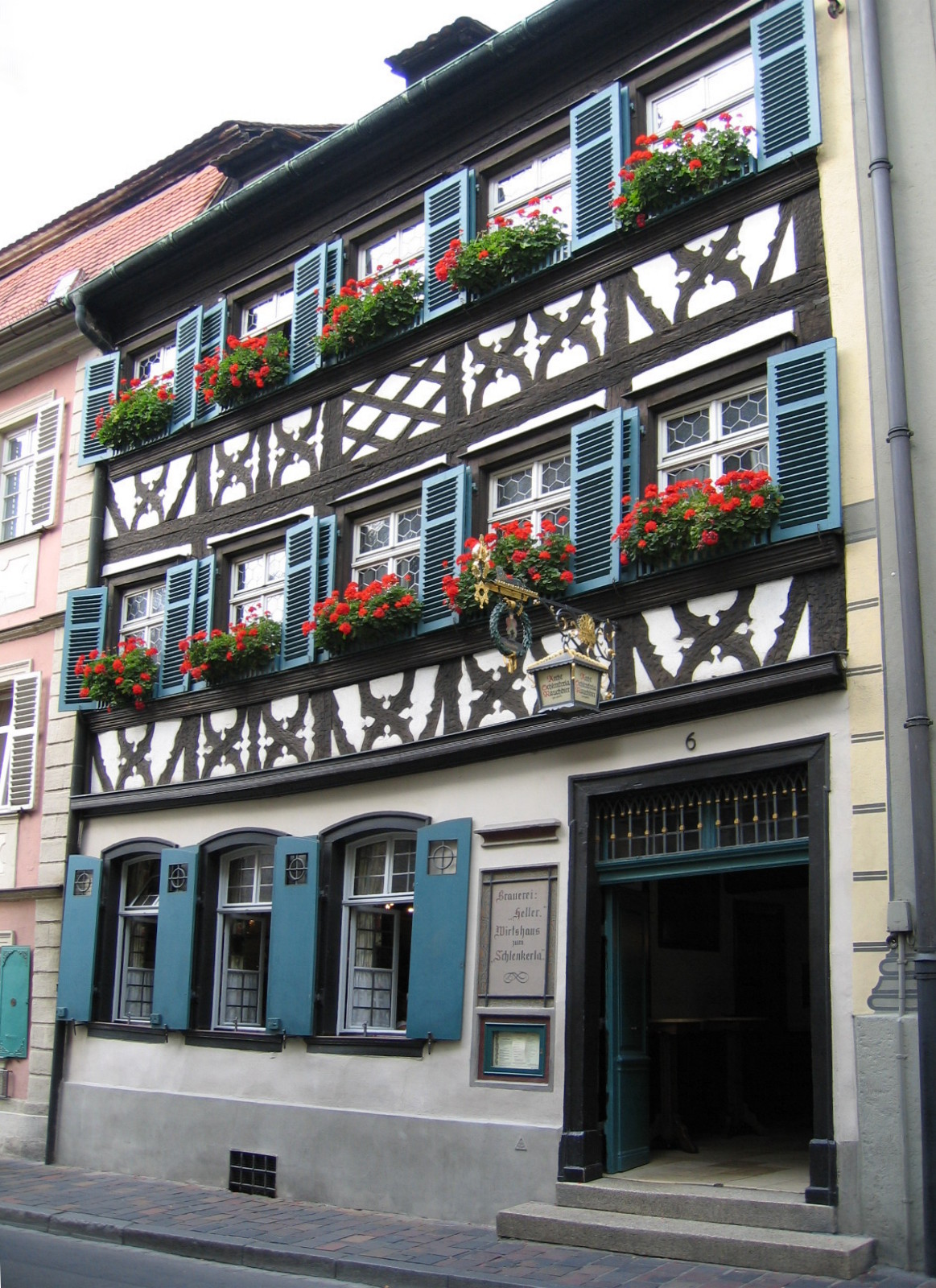
ラウフビールを醸造しているシュレンケラ

### 味
ビールの街バンベルクには、現在9つの伝統的で独特な小規模醸造所と、1つの旅館を兼ねた醸造所 (Ambräusianum) が存在している。特別な飲み物として、バンベルクのラオホビアが挙げられる。ブラウエライ・シュペツィアルとシュレンケーラで醸造されている、煙で燻した麦芽を用いたスモーキーな風味のビールである。この他にバンベルクには2つの大きな麦芽製造供給業者と、1つの醸造機械メーカーが存在している。これらにより、ビール産業は、バンベルク経済の重要な軸足となっている。
1907年には、いわゆるバンベルク・ビール戦争が起こった。これは、住民の不買運動により、10から11プフェニヒのビールの値上げを撤回させたものである。
この他のバンベルクの味と言えば、「バンベルガー・ヘルンラ」と呼ばれるクロワッサン風の焼き菓子や、ジャガイモ料理が挙げられる。

## 経済と社会資本

### 経済
バンベルクの大きな雇用主は、以下の通り（2005年10月現在）
1. ボッシュ
2. Sozialstiftung Bamberg
3. GHP グループ
4. ヴィーラント・エレクトリック
5. バンベルク貯蓄銀行
6. フレンキシャー・ターク（新聞社）
7. Bäckerei Fuchs（パン製造）
8. BI-LOG AG（情報、物流）
9. Gramss Backstube/Lestag Backwaren Vertriebs GmbH (incl. BB-Rössner)（パン製造）
10. Auto Scholz Gruppe（自動車販売）

バンベルクは、300以上のビール醸造所を擁するフランケン・ビール地域の一部をなす。また、フランケンビール地域とフランケンワイン地域の境界に位置する。
2007年現在10軒の醸造所が存在している。マイゼル、マール、フェスラ、シュレンケーラ、シュペツィアル、カイザードム、クロスターブロイ、グライフェンクラウ、ケースマン、そして2004年にオープンしたアムブロイジアヌムの各醸造所である。この他にローベスピーレという小さな家内醸造所があるが、販売はしていない。

### 交通
バンベルクはオーバーフランケンの経済的な中心であると同時に、オーバーフランケン地方の観光の中心でもある。バンベルクには、マイン＝ドナウ運河の内陸港、2本のアウトバーン(A70/E48とA73)、それに交通ネットワークの中心となるICEの停車駅がある。

#### 鉄道
遠距離鉄道は、南北にライプツィヒ - ニュルンベルク線が敷設されており、ICEが運行している。ベルリン方面への接続は、ザールフェルトとイェーナを経由する。ニュルンベルク - エアフルト間の高速路線完成後の2020年からはエアフルト経由となる予定である。この他に市内を走る鉄道路線は3本ある。
- ニュルンベルク - リヒテンフェルス線
- ヴュルツブルク - バンベルク線
- バンベルク - エーベルン線

バンベルク - シェスリッツの路線は1988年に廃止された。
1897年から1922年までは市内交通に路面電車が運行されていた。

#### アウトバーン
- A70: シュヴァインフルト・ジャンクション (A7) - バンベルク - バイロイト／クルムバッハ・ジャンクション (A9)
- A73: ズール・ジャンクション (A71) - バンベルク・ジャンクション (A70) - ニュルンベルク＝フォイヒト・ジャンクション (A9)

#### 連邦道
- B4: バート・ブラムシュテット - バンベルク - ニュルンベルク
- B22: ロッテンドルフ - バンベルク - カーム
- B26: リートシュタット - バンベルク
- B173: バンベルク - ドレスデン
- B505: バンベルク - ヘーヒシュタット・アン・デア・アイシュ

#### 連邦水路
- マイン＝ドナウ運河

#### 空港
- バンベルク＝ブライテナウ飛行場

### 教育

#### 大学
バンベルク・オットー＝フリードリヒ大学は、学生数9,000人（2006年現在）で、バイエルンの小規模総合大学に属す。大学施設は市内に分散しているが、大部分は、中心地の旧市街に位置している。言語学・文学部はカイザー＝ハインリヒ・ギムナジウムの一部を使用している。

#### ギムナジウム

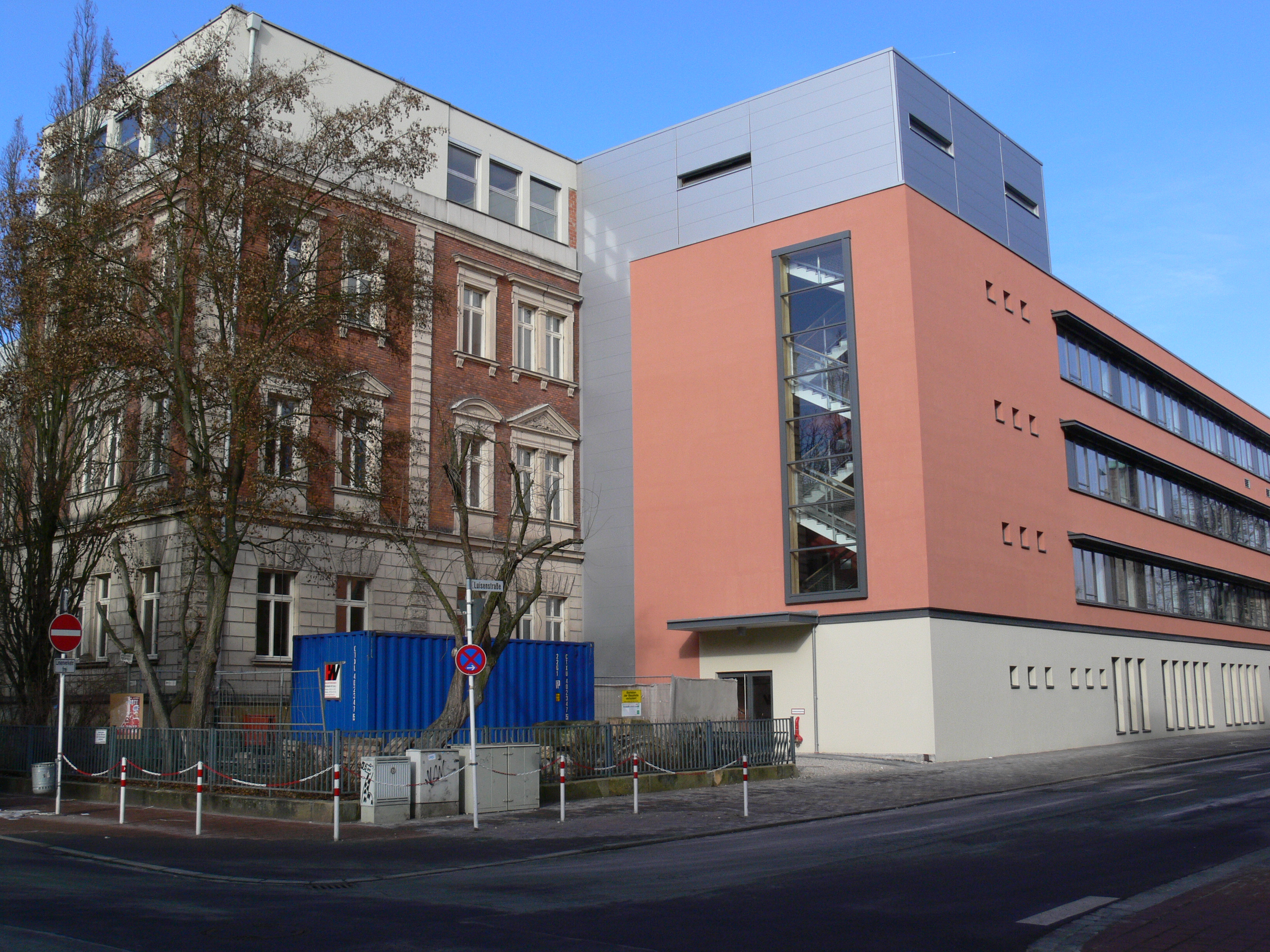
フランツ＝ルートヴィヒ・ギムナジウム新校舎

- クラフィウス・ギムナジウム
- ディーンツェンホーファー・ギムナジウム
- アイヒェンドルフ・ギムナジウム
- E.T.A.ホフマン・ギムナジウム
- フランツ＝ルートヴィヒ・ギムナジウム
- カイザー＝ハインリヒ・ギムナジウム
- マリア＝ヴァルト・ギムナジウム
- テレージアヌム

## 人物

### 出身者

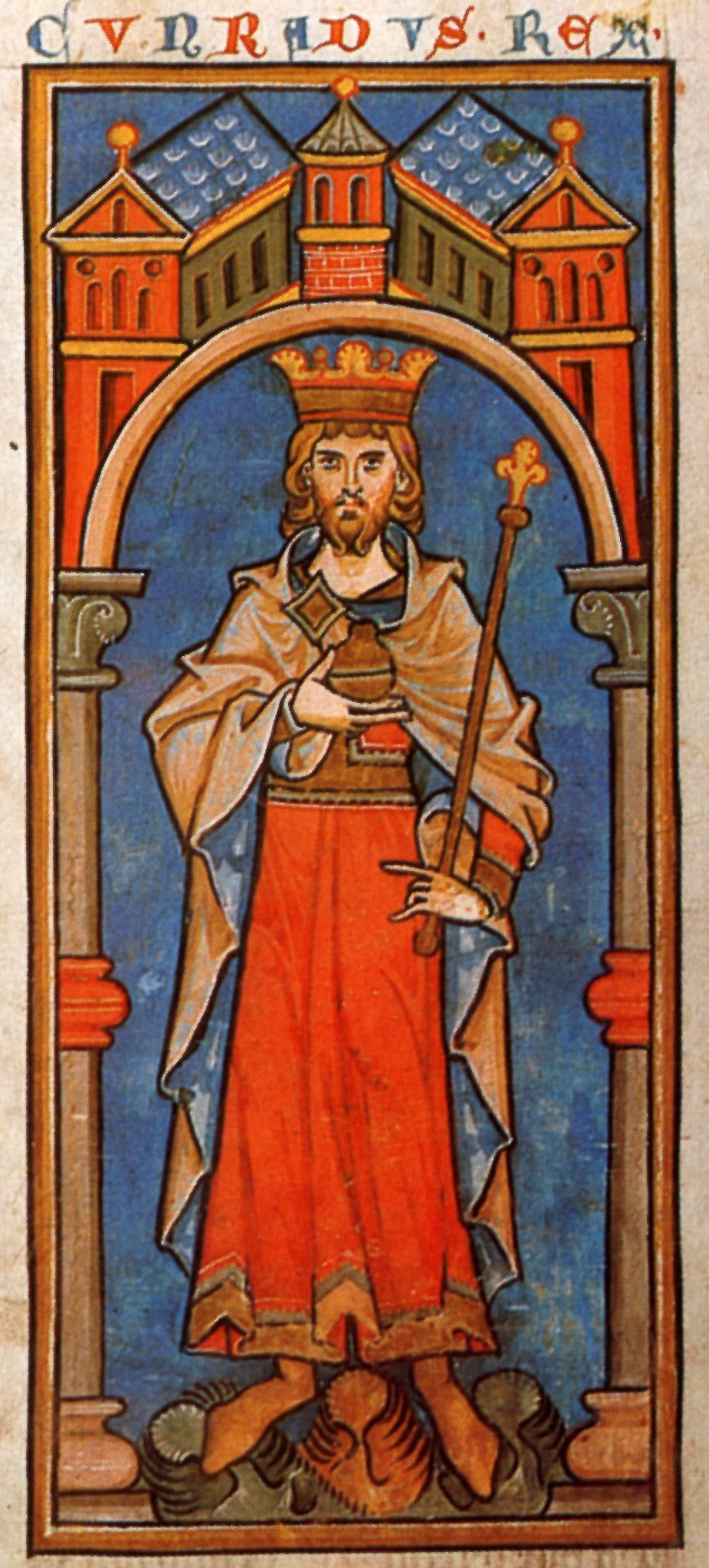
コンラート3世

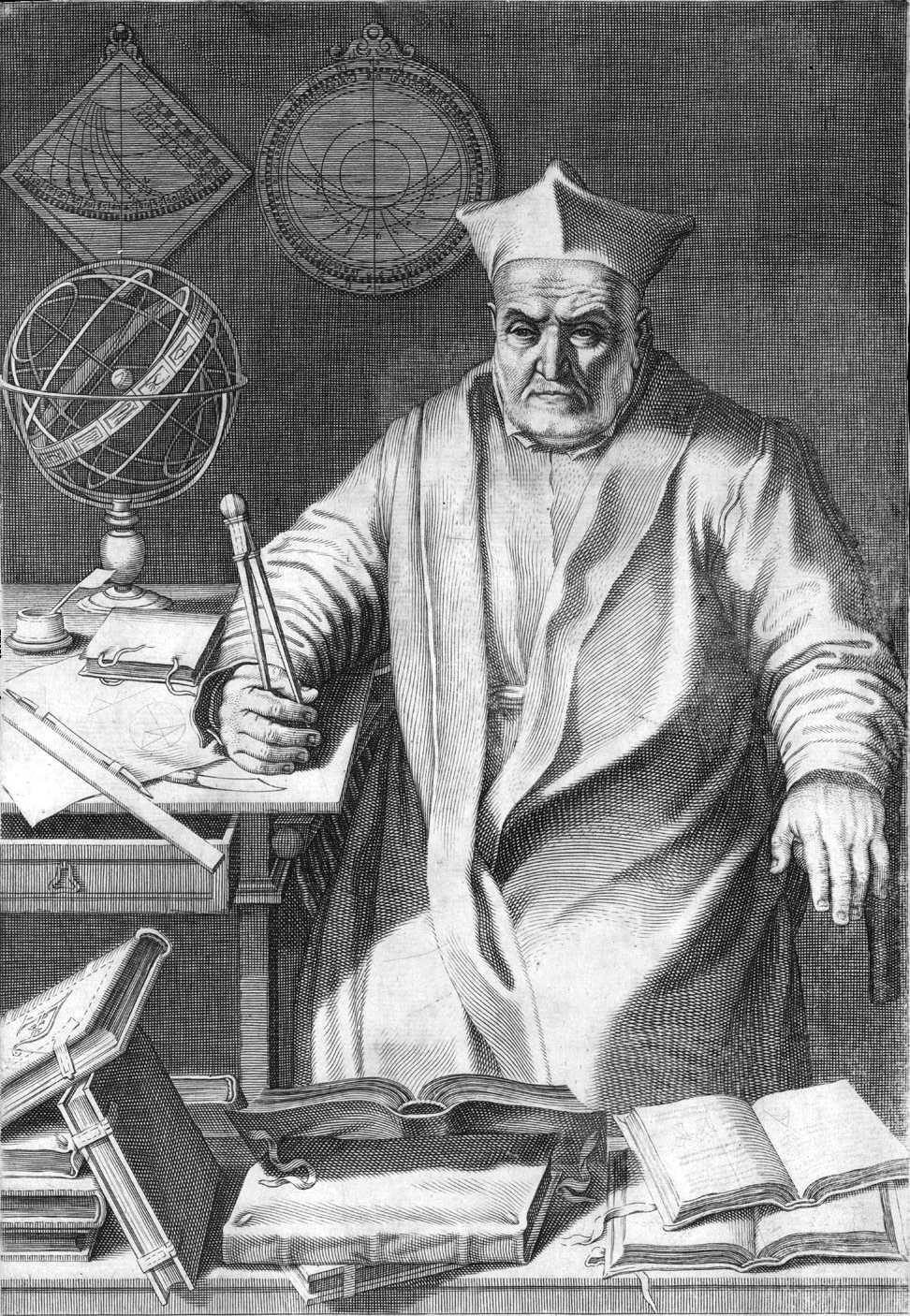
クリストファー・クラヴィウス

- コンラート3世 (1093 - 1152) ローマ王（ドイツ王）、イタリア王、ブルグント王
- ハンス・プレイデンヴルフ (1420 - 1472) 画家
- ハインリヒ・フィンク (1444/5 - 1527) 楽長、作曲家
- ヨハン・カメラリウス (1500 - 1574) 人文主義者、多方面の学者、詩人
- クリストファー・クラヴィウス (1537/8 - 1612) 数学者、天文学者、イエズス会会員
- マルクヴァルト・トロイ (1713 - 1796) 画家
- ニコラウス・トロイ (1734 - 1786) 画家
- クリストフ・トロイ (1739 - 1799) 画家
- ミヒャエル・トラウトマン (1742 - 1809) 彫刻家
- カタリーナ・トロイ (1743 - 1811) 画家
- ヨーゼフ・ウルハイマー (1747 - 1810) 法律家
- イグナーツ・デリンガー (1770 - 1841) 医師
- ヨハン・ルーカス・シェーンライン (1793 - 1864) 医師
- イグナーツ・フォン・デリンガー (1799 - 1890) カトリック神学者、教会歴史家
- カール・テオドール・フォン・ブーゼック (1803 - 1860) 画家
- マックス・ヨーゼフ・イン・バイエルン (1808 - 1888) バイエルン公マクシミリアン・ヨーゼフ
- テオドール・ボーフェリ (1862 - 1915) 生物学者
- ヴァルター・ボーフェリ (1865 - 1924) 企業家、Brown, Boveri & Cieの創始者
- アウグスト・フォン・ヴァッサーマン (1866 - 1925) 免疫学者、細菌学者
- オスカー・ヴァッサーマン (1869 - 1934) 銀行家、経済専門家
- フィリップ・レーデラー (1872 - 1944) 古銭、コイン、骨董業者
- ハンス・エーハルト (1887 - 1980) 法律家、政治家
- ハンス・バイヤーライン (1889 - 1951) 画家、デザイナー
- クレメンス・フォン・ポーデヴィルス (1905 - 1978) ジャーナリスト、著述家
- カール・ヘラー (1907 - 1987) 作曲家
- ヒッポリト・ポシンガー・フォン・フラウエナウ (1908 - 1990) 企業家、林業家、政治家
- ゾフィー・ドーロテー・フォン・ポーデヴィル (1909 - 1979) 物語作家、叙情詩人
- オットー・ヨハネス・ベール (1919 - ) 画家
- アンネッテ・フォン・アレティーン (1920 - 2006) バイエルン放送の初代TVアナウンサー
- ヴィル・ベルトルト (1924 - 2000) 著述家、実用書のライター
- カールハインツ・デシュナー (1924 - ) 著述家、宗教評論家
- フランツ・フロシュマイアー (1930 - ) 政治家
- バルトルト・マリア・グラーフ・シェンク・フォン・シュタウフェンベルク (1934 - ) 連邦軍将校
- ヨアヒム・ヤーコプ (1939 - ) データ・セキュリティの専門家
- ディーター・クンツェルマン (1939 - ) コミューン参加者
- トーマス・ゴットシャルク (1950 - ) 司会者
- ミヒャエル・ファーレス (1951 - ) 作曲家
- ハンス・グラスマン (1960 - ) 物理学者、著述家
- オリヴァー・シュミットライン (1965 - ) セラピスト
- ターニャ・キンケル (1969 - ) 著述家

### その他の人物

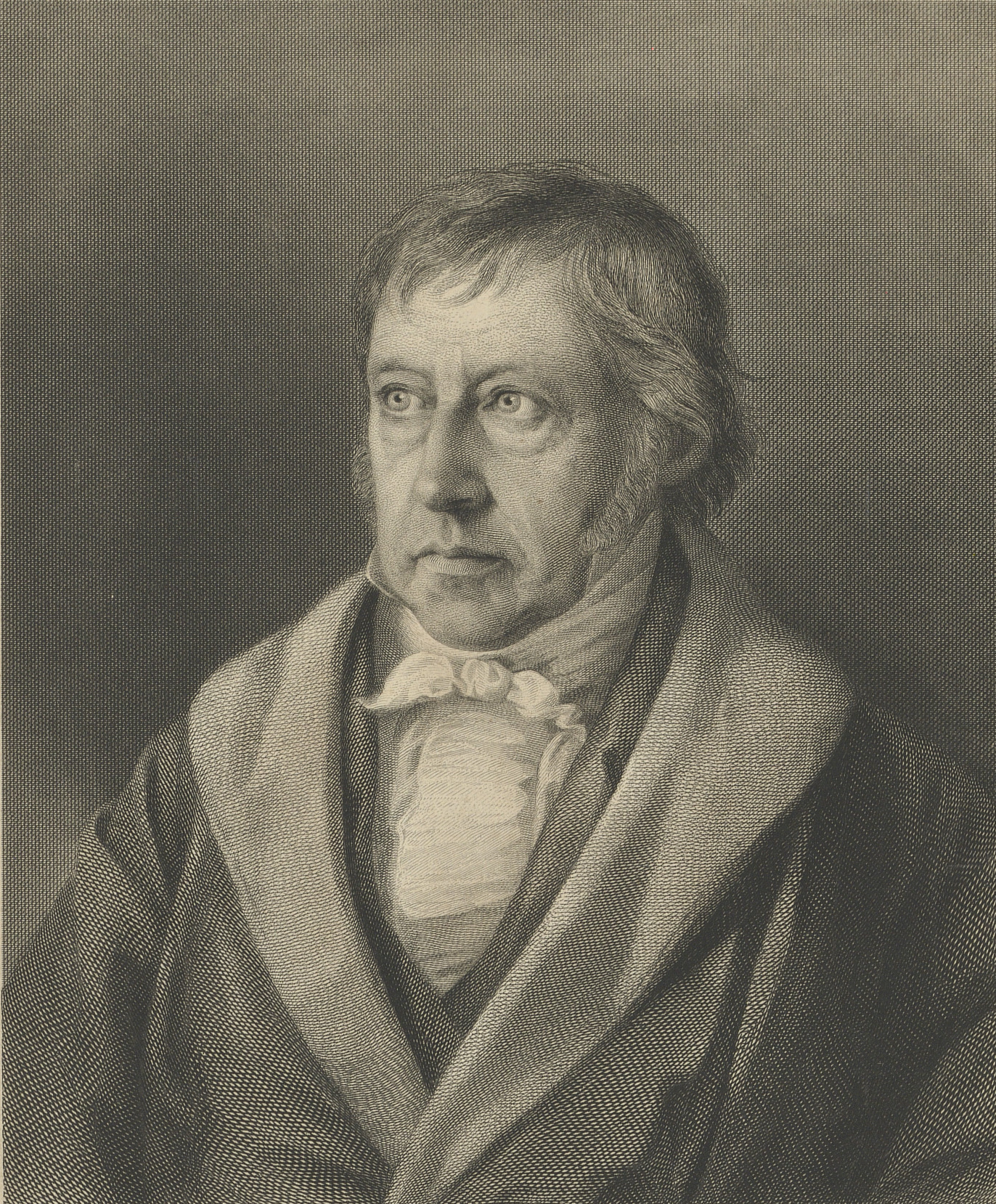
ヘーゲル

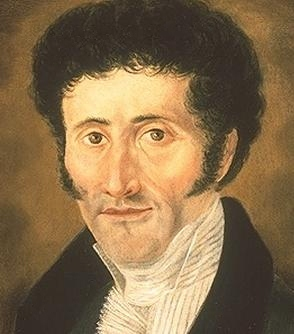
E.T.A.ホフマン

- アルブレヒト・フィスター (1420頃 - 1466) バンベルクの印刷工、出版者
- ヨハネス・ユニウス (1573 - 1628) バンベルク市長
- ゲオルク・ヴィルヘルム・フリードリヒ・ヘーゲル (1770 - 1831) バンベルクで新聞の編集長として働いた。この地で『精神現象学』を発表した。
- エルンスト・テオドール・アマデウス・ホフマン (1776 - 1822) 19世紀に宮廷劇場で楽長を務めた。
- トーマス・デーラー (1897 - 1967) 自由主義の政治家。1926年からバンベルクで弁護士を務め、1945年に地方議員、後に検事、1947年に上級地方裁判所長。
- カール・フリードリヒ・ゴットロープ・ヴェッツェル (1779 - 1819) 著述家、「フレンキシェ・メルクール」の編集長
- ヴィリー・レッシング (1881 - 1939) 企業家
- ヴィルヘルム・エミール・メッサーシュミット (1898 - 1978) 飛行機製作者。バンベルクに„Flugzeugbau Messerschmitt GmbH“（メッサーシュミット飛行機会社）を創設した。
- ハンス・ヴェルフェル (1902 - 1944) 1929年からバンベルクで弁護士。トーマス・デーラーらとともにロービンゾーン・シュトラスマン・グループを結成し、国家社会主義に抵抗した。
- ヨーゼフ・マンガー (1913 - 1991) 重量挙げ選手。1936年オリンピック・チャンピオン。世界チャンピオン、ヨーロッパ・チャンピオンを何度も獲得した。
- フリッツ・ミュラー (1917 - 1999) レスリングのドイツ・チャンピオンを何度も獲得した。
- イーダ・ノダック＝タッケ (1896 - 1978) 化学者。レニウムの共同発見者。1956年から、現在の国際芸術家の家ヴィラ・コンコルディアにあった州立地球科学研究所に勤務した。
- ロタール・シュミット (1928 - ) チェス選手
- ハンス・ヴォルシュレーガー (1935 - ) 著述家。長年バンベルクに住み、働いた。
- パウル・マール (1937 - ) 児童文学作家、劇作家。バンベルクに暮らした。
- ヘルムート・フレーガー (1943 - ) チェス選手